# Lars Teutenberg
Lars Teutenberg (né le 2 septembre 1970 à Cologne) est un coureur cycliste allemand. Il est le frère aîné de Sven et Ina-Yoko Teutenberg. Ses enfants Lea Lin et Tim Torn sont également cyclistes.

## Palmarès sur route

### Par années
- 1992
  - Classement général du Tour du Hainaut
- 1993
  - 3e du championnat d'Allemagne du contre-la-montre par équipes amateurs
- 1996
  - Grand Prix de Buchholz
- 1997
  - 3e du Tour de Düren
- 1998
  - Tour de Thuringe :
    - Classement général
    - 2e étape
- 2001
  - 5e étape du Cinturón a Mallorca
  - 5e étape du Tour du Japon
- 2003
  - Classement général du Cinturón a Mallorca
  - Tour de Düren
  - 2e étape du Tour de Cartagène
  - Cinturó de l'Empordà :
    - Classement général
    - 1re étape
- 2007
  - 2e du championnat d'Allemagne du contre-la-montre
- 2012
  - 3e du championnat d'Allemagne du contre-la-montre
- 2014
  - 3e du championnat d'Allemagne du contre-la-montre

### Classements mondiaux
| Année           | 2007 | 2008 | 2009 | 2010 | 2011 | 2012 | 2013 | 2014   |
| --------------- | ---- | ---- | ---- | ---- | ---- | ---- | ---- | ------ |
| UCI Europe Tour | 782e |      |      |      |      | 850e | 919e | 1 038e |

## Palmarès sur piste

### Championnats d'Allemagne
- 1989
  -  Champion d'Allemagne de poursuite par équipes amateurs (avec Torsten Schmidt, Holger Stach et Andreas Beikirch)
- 1993
  -  Champion d'Allemagne de poursuite par équipes (avec Guido Fulst, Erik Weispfennig et Stefan Steinweg)
- 2002
  -  Champion d'Allemagne de l'américaine (avec Frank Kowatschitsch)
- 2004
  -  Champion d'Allemagne de l'américaine (avec Erik Weispfennig)